# دورتچس (کارولینای شمالی)
دورتچس (به انگلیسی: Dortches) شهری در ایالت کارولینای شمالی کشور ایالات متحده آمریکا است که جمعیت آن در سرشماری سال ۲۰۱۰ میلادی، ۹۳۵ نفر بوده‌است.